# Coordinació Democràtica d'Aragó
Coordinació Democràtica d'Aragó (CDA) fou un organisme unitari d'Aragó resultant de la unió de la Junta Democràtica d'Aragó (JDA) i la Plataforma Democràtica d'Aragó (PDA) a finals de 1975, de la mateixa manera que es formà la Platajunta a nivell estatal. Només hi estaven representats els partits polítics i els sindicats, i quedaven vinculats però no com a integrants, les personalitats independents i entitats socials i culturals que tenien cabuda en la Junta Democràtica d'Aragó. La seva activitat va ser molt més pública que la dels anteriors organismes unitaris de l'oposició, tot i encara ser il·legal. El seu programa insistia en els punts: llibertat, amnistia, govern provisional i eleccions a Corts constituents.
Es desintegra amb el començament de negociacions entre representants de Coordinació Democràtica i el primer govern d'Adolfo Suárez, i la gradual legalització dels partits polítics, que ja tenien veu pròpia. El maig de 1976 convocà una jornada de lluita en defensa de les reivindicacions regionals d'Aragó i a finals d'any es va dissoldre.